# 対露同志会
対露同志会（たいろどうしかい）は、日露戦争開始に際してロシアとの早期開戦論を唱えて運動した日本のアジア主義・国家主義団体。会長は近衛篤麿・委員長は神鞭知常。

## 概要
義和団の乱後にロシア軍が満州に駐留するようになると、当時の貴族院議長近衛篤麿は明治政府に対して強硬策を申し入れるが却下された。このため、近衛は世論を喚起すべく国民同盟会を結成した。この会は1902年に清とロシアの間で満州還付に関する露清協約が締結されたのを機に一旦解散された。だが、近衛のこの行動に対して国粋主義者や対外硬派は注目して、近衛の周辺に集まるようになっていった。
ところが、1903年に入ってロシアが撤兵計画を中止すると、近衛やその周辺で活動再開の動きが高まり、対外硬同志会（たいがいこうどうしかい）を結成、4月8日に上野公園梅川楼で大会を開いた。それから間もなく南佐荘や宣揚会などで近衛と接触していた戸水寛人らが七博士建白事件を起こすと、近衛らも活動を活発化させ、8月9日に神田錦旗館にて再度大会を開いて改めて対露同志会を旗揚げした。だが、近衛は病中であり、その代理を行う責任者として元内閣法制局長官の神鞭知常を委員長とし、頭山満、内田良平、平岡浩太郎など右翼の大物や後の日露戦争で活躍する花田仲之助ら主戦論者の軍人を抱え、頭山ら7名の相談役を置いた。10月5日には歌舞伎座にて全国大会を開催して対露宣戦布告を求める上奏を行う決議をした。
ところが、翌1904年1月1日に会長の近衛が急逝、2月6日に日本がロシアに宣戦布告したために、代表者不在と当初の目的達成を理由に解散となった。更に委員長の神鞭も戦争中の1905年6月21日に病死してしまう。だが、残った幹部はポーツマス会議開催に際して対外硬諸派を結集して講和問題同志連合会（こうわもんだいどうしれんごうかい）を結成して、ロシアに対する譲歩に反対する運動を起こした。